# Viktor Ferrando
Viktor Ferrando (* 5. Oktober 1968 in Calpe) ist ein spanischer Bildhauer. Der autodidaktische Künstler begann 2003 seine Karriere. Zuvor war Ferrando als Schmied sowie als Meister für Taekwondo tätig.

## Werke
Die Arbeiten von Viktor Ferrando sind in der Regel tonnenschwere Eisen- und Metallskulpturen. Der Künstler greift dabei ausschließlich auf Altmaterial zurück, z. B. ausrangierte Eisenbahnschienen oder -waggons.

## Ausstellungen
- Yuxtaaposición Hostil, Atarazanas Valencia, Juli – September 2009
- International Triennale of Contemporary Art, Nationalgalerie Prag, Juni – September 2008